# P/2017 G2 (PANSTARRS)
P/2017 G2 (PANSTARRS) — одна з комет типу комети Галлея. Відкрита 3 квітня 2017 року; була 20.4m на час відкриття.